# Cukier rafinowany
Cukier rafinowany, rafinada – rodzaj cukru buraczanego, wyróżniany na podstawie cech i sposobu produkcji.

## Cechy
Najczystszy rodzaj cukru. Cukier czystszy od cukru surowego (żółtego) i cukru białego przemysłowego oraz cukru białego.
Cechy:
- bezwonny
- konsystencja krystaliczna
- barwa biała z odcieniem niebieskawym
- smak słodki bez obcych nut
- roztwór jest przezroczysty

## Rodzaje
| nazwa sortymentu | oznaczenie | A       | min. podst. | maks. inne                |
| --- | ---------- | ------- | ----------- | ------------------------- |
| kryształ „lux” | R K-lux    | 3,15 mm | 85%         | 15% kryształu grubego     |
| kryształ gruby | R KG       | 3,15 mm | 80%         | 20% (w tym do 1% grysiku) |
| kryształ średni | R KS       | 1,6 mm  | 80%         | 20% (w tym do 2% grysiku) |
| kryształ drobny | R KD       | 0,71 mm | 90%         | 10% (w tym do 4% grysiku) |
| kryształ grysik | R KGr      | 0,28 mm | –           | –                         |
| kostka lana | KoL        | –       | –           | –                         |
| kostka prasowana | KoP        | –       | –           | –                         |
| Dla poprawienia sposobu wyświetlania tabeli wprowadzono następujące oznaczenia: - A – długość boku oczek w sicie (oczka kwadratowe), - min. podst. – minimalna ilość cukru granulacji podstawowej, - maks. inne – maksymalna ilość cukru innej granulacji. |            |         |             |                           |

## Sposób produkcji
Roztwór cukru białego lub surowego oczyszczany jest węglem aktywnym oraz wybielany Na2SO3 lub ultramaryną.